# Battaglia di Camulodunum
La battaglia di Camulodunum, conosciuta anche come il Massacro della Nona Legione, fu la principale vittoria militare degli Iceni e dei loro alleati su un esercito romano organizzato durante la rivolta di Boudicca contro l'occupazione romana della Gran Bretagna. Una grande vessillazione della Legio VIIII Hispana fu distrutta dai ribelli. Nel tentativo di liberare la colonia assediata di Camulodunum (attuale Colchester, nell'Essex), i legionari della Hispana guidati da Quinto Petilio Ceriale, furono attaccati da un'orda di britanni, guidate dagli Iceni. Forse l'80% dei fanti romani furono uccisi nella battaglia. L'evento è registrato dallo storico Tacito nei suoi Annali.

## Contesto
Nel 60 o 61 d.C., poco più di quindici anni dopo la conquista da parte delle truppe dell'imperatore Claudio, l'area sud-orientale della Gran Bretagna si ribellò al controllo romano sotto la guida di Boudicca, regina degli Iceni, mentre il legato Gaio Svetonio Paolino, governatore della provincia, stava conducendo una campagna contro il santuario druidico dell'isola di Mona (odierna Anglesey) nel nord del Galles (v.si "Massacro di Menai").
Agli Iceni si unirono i Trinovanti e il loro primo obiettivo fu Camulodunum, già capitale dei Trinovanti, ora colonia romana popolata da veterani in congedo della Legio XX Valeria Victrix. Tacito riferisce che era scarsamente difesa e l'archeologia conferma che le sue fortificazioni militari erano state rase al suolo a questo punto. I coloni chiesero aiuto al procuratore Catone Deciano che inviò solo duecento ausiliari. Camulodunum fu bruciato e il locale tempio dedicato all'imperatore Claudio, dove si rifugiarono gli ultimi difensori, cadde dopo un assedio di due giorni. I difensori furono massacrati.

## La battaglia

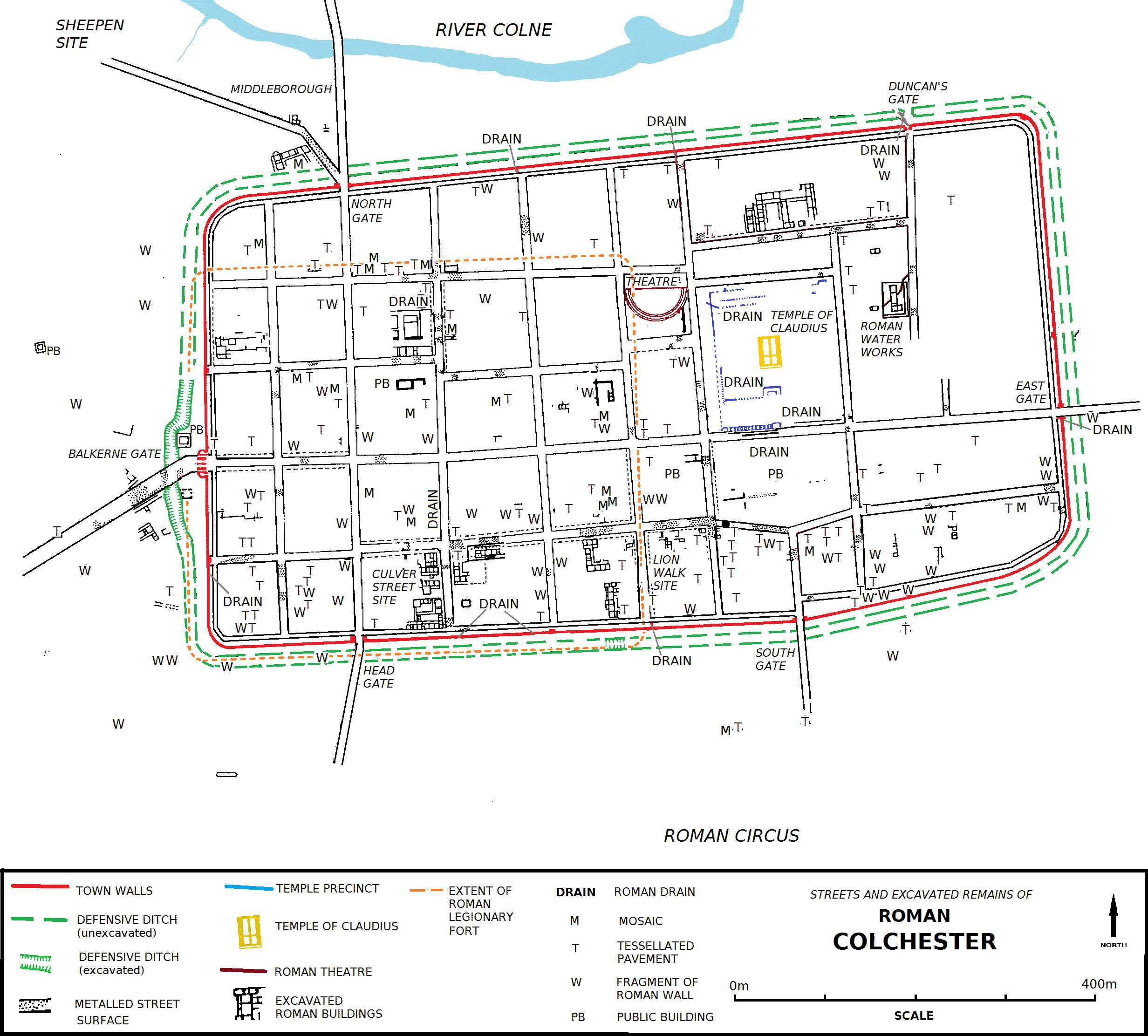
Mappa di Camulodunum.

La Legio VIIII Hispana, allora al comando del legato Quinto Petilio Ceriale, mosse in soccorso di Camulodunum. È improbabile che l'intera forza della legione, circa 5 000 uomini, sia stata coinvolta nella battaglia. I distaccamenti della legione erano distribuiti su una rete di piccoli forti; con breve preavviso, Ceriale fu probabilmente in grado di chiamare solo la prima coorte, forse altre due, fanteria ausiliaria e un'unità di circa 500 cavalieri, per un totale di forse 2 500 uomini. Ceriale partì dalla sua base a Lindum (Lincoln). Da Lindum c'era una distanza di almeno 110 miglia. Potrebbero aver preso la strada romana per Camulodunum da Durovigtum ( Godmanchester, Cambridgeshire ), una marcia di circa 75 miglia che avrebbe richiesto tre giorni.
Ceriale ed i suoi uomini arrivarono troppo tardi per salvare la colonia. Le tribù britanniche avevano poi raccolto una forza considerevole quando il legato e la Hispana si avvicinarono a Camulodunum. I ribelli travolsero i romani sul campo e li sconfissero, mettendoli in rotta. Tacito dice che la loro intera forza di fanteria fu spazzata via e che Ceriale si salvò rifugiandosi, con la cavalleria, nel loro accampamento fortificato, il castra. Secondo George Patrick Welch, «nel confronto iniziale e nelle successive azioni di retroguardia [Ceriale] perse circa 2 000 uomini, o un terzo della sua forza di fanteria.»
Nonostante il significato dell'evento, la battaglia non è registrata in modo molto dettagliato. Non sappiamo se la vittoria fu garantita ai britanni dal loro schiacciante vantaggio numerico o da qualche particolare accorgimento tattico. Il luogo della battaglia, ignoto, è rivendicato sia dal villaggio di Great Wratting, nel Suffolk che da Sturmer nell'Essex a circa 3 miglia di distanza.

## Conseguenze
La sconfitta delle forze di Ceriale permise a Boudicca di muovere liberamente in direzione di Londinium (odierna Londra), allora un insediamento relativamente recente, fondato dopo la conquista del 43 d.C., ma ormai cresciuto fino a diventare un fiorente centro commerciale con una popolazione di commercianti e, probabilmente, funzionari romani.
I sopravvissuti alla battaglia rimasero nel castra vicino a Camulodunum agli ordini di Ceriale fino a quando non incontrarono Gaio Svetonio Paolino dopo la vittoria finale di quest'ultimo sui ribelli nella Battaglia della strada Watling. Ceriale fu richiamato a Roma. La legione fu successivamente rinforzata con legionari delle province della Germania. Ceriale tornò come governatore della Gran Bretagna nel 71 e prese il comando della Nona ancora una volta nelle campagne contro i Briganti. Intorno al 71 d.C. costruirono una nuova fortezza a Eburacum (odierna York), come dimostrano i ritrovamenti di timbri di tegole dal sito. La Legio VIIII scompare dai documenti romani dopo il 108, un fatto che ha portato a molte speculazioni.

### Bibliografiche
1. 1 2  Dudley-Webster 1962, pp. 144-145.
2. 1 2  Sealey 2004, pp. 12-13.
3. ↑  Tacito Annales, 14:29; 31; 32.
4. ↑  Webster 1999, p. 86.
5. ↑  Tacito Annales, 14:30.
6. ↑  Webster 1999, pp. 89-90.
7. 1 2  Welch 1963, p. 95.
8. ↑  Webster 1999, pp. 90-91.
9. ↑  Tacito Annales, 14:43.3.
10. ↑  (EN) Haverhill From the Iron Age to 1899, su stedmundsburychronicle.co.uk.
11. ↑  Wright 1978.

### Fonti
- (LA) Cassio Dione, Romaiká.
- (LA) Eutropio, Breviarium, VII.
- (LA) Svetonio, Vite dei Cesari: Nerone, XVIII.
- (LA) Tacito, Annales.
- (LA) Tacito, Agricola.

### Studi Monografici
- (EN) M. Aldhouse-Green, Boudica Britannia, Londra, Taylor & Francis, 2006, ISBN 978-1-4058-1100-2.
- (EN) C.M. Bulst, The Revolt of Queen Boudicca in A.D. 60, in Historia: Zeitschrift für Alte Geschichte, 1961,  pp. 501-503.
- (EN) V. Collingridge, Boudica, Ebury Press, 2005, ISBN 0-091-89820-X.
- (EN) D.R. Dudley e Webster G, The Rebellion of Boudica, Londra, Routledge, 1962.
- (EN) A. Fraser, The Warrior Queens: Boadicea's Chariot, 1988.
- (EN) C.C. Gillespie, Boudica. Warrior Woman of Roman Britain, Oxford University Press, 2018, ISBN 978-0-19-060907-8.
- (EN) R. Hingley e C. Unwin, Boudica: Iron age Warrior Queen, 2004.
- (EN) M. Roberts, The Revolt of Boudicca (Tacitus, Annals 14.29–39) and the Assertion of Libertas in Neronian Rome, in American Journal of Philology, vol. 109, 1988,  pp. 118-132.
- (EN) P.R. Sealey, The Boudican Revolt against Rome, Shire Books, 2004, ISBN 0-7478-0618-7.
- (EN) G. Webster, Boudica: The British revolt against Rome, AD 60, rev., Londra, Routledge, 1999.
- (EN) Wright RP, Tile-Stamps of the Ninth Legion found in Britain, in Britannia, vol. 9, 1978,  pp. 379-382.

### Studi generali
- (EN) S. Frere, Britannia: a History of Roman Britain, 3ª ed., 1978.
- (EN) P. Salway, Roman Britain, Oxford, 1981.
- (EN) Welch GP, Britannia, the Roman Conquest and Occupation of Britain, Wesleyan University Press, 1963.
- (EN) P. Wilcox, Rome's enemies 2: Gallic and British Celts, Osprey Publishing, 1985.